# Yūkaze (tàu khu trục Nhật)
Yūkaze (tiếng Nhật: 夕風) là một tàu khu trục thuộc lớp Minekaze được chế tạo cho Hải quân Đế quốc Nhật Bản ngay sau khi kết thúc Chiến tranh Thế giới thứ nhất. Chúng là những tàu khu trục hàng đầu của Hải quân Nhật trong những năm 1930, nhưng đã bị xem là lạc hậu vào lúc nổ ra Chiến tranh Thái Bình Dương. Yūkaze chỉ được sử dụng như là tàu hộ tống cho nó cho đến hết Chiến tranh Thế giới thứ hai, trước khi được giao cho Hải quân Hoàng gia Anh như một chiến lợi phẩm tại Singapore, và bị tháo dỡ.

## Thiết kế và chế tạo
Việc chế tạo lớp tàu khu trục kích thước lớn Minekaze được chấp thuận như một phần trong Chương trình Hạm đội 8-4 của Hải quân Đế quốc Nhật Bản trong giai đoạn năm tài chính 1917-1920, kèm theo lớp Momi cỡ trung vốn chia sẻ nhiều đặc tính thiết kế chung. Được trang bị động cơ mạnh mẽ, những con tàu này có tốc độ cao và được dự định hoạt động như những tàu hộ tống cho những chiếc tàu chiến-tuần dương thuộc lớp Amagi mà cuối cùng đã không được chế tạo.
Yūkaze, chiếc thứ mười của lớp tàu này, được chế tạo tại xưởng đóng tàu Mitsubishi tại Nagasaki. Nó được đặt lườn vào ngày 14 tháng 12 năm 1920; được hạ thủy vào ngày 28 tháng 5 năm 1921; và được đưa ra hoạt động vào ngày 24 tháng 8 năm 1921.

## Lịch sử hoạt động
Sau khi hoàn tất, Yūkaze được phân về Quân khu Hải quân Yokosuka để hình thành nên Khu trục đội 3 trực thuộc Hạm đội 2. Vào ngày 11 tháng 10 năm 1928 tại eo biển Uraga, trong một buổi huấn luyện cơ động ban đêm, Yūkaze va chạm với tàu khu trục chị em Shimakaze, khiến hư hại đáng kể và phải được sửa chữa rộng rãi. Trong những năm 1938-1939, Nadakaze được phân công tuần tra tại khu vực bờ biển miền Trung của Trung Quốc nhằm hỗ trợ cho những nỗ lực của quân Nhật trong cuộc Chiến tranh Trung-Nhật.
Vào lúc xảy ra cuộc tấn công Trân Châu Cảng, Yūkaze nằm trong thành phần Hàng không chiến đội 3 thuộc Hạm đội 1 đặt căn cứ tại Quân khu Hải quân Kure như là lực lượng hộ tống cho chiếc tàu sân bay kỳ cựu Hōshō. Nó đã cùng với chiếc tàu sân bay tham gia trận Midway.
Sau đó, Hōshō được sử dụng vào việchuấn luyện phi công hải quân, ở lại vùng biển Nội địa trong thành phần Hạm đội 3, và Yūkaze tiếp tục phục vụ như là tàu hộ tống cho nó cho đến hết Chiến tranh Thế giới thứ hai. Yūkaze được rút khỏi danh sách Đăng bạ Hải quân vào ngày 5 tháng 10 năm 1945. Nó được sử dụng trong việc hồi hương binh lính Nhật trú đóng tại nước ngoài từ tháng 10 năm 1945 cho đến tháng 8 năm 1947, khi nó được giao cho Hải quân Hoàng gia Anh như một chiến lợi phẩm tại Singapore, nơi nó bị tháo dỡ.

## Danh sách thuyền trưởng
- Thiếu tá Matsujiro Yamada (sĩ quan trang bị trưởng): 1 tháng 6 năm 1921 - 24 tháng 8 năm 1921
- Thiếu tá Matsujiro Yamada: 24 tháng 8 năm 1921 - 1 tháng 12 năm 1921
- Trung tá Toma Uematsu: 1 tháng 12 năm 1921 - 10 tháng 8 năm 1922
- Trung tá Kiyoshi Kitagawa: 10 tháng 8 năm 1922 - 1 tháng 12 năm 1922
- Thiếu tá Kenzaburo Akazawa: 1 tháng 12 năm 1922 - 1 tháng 11 năm 1923
- Thiếu tá Jiro Saito: 1 tháng 11 năm 1923 - 1 tháng 12 năm 1925
- Trung tá Ei Kashiwagi: 1 tháng 12 năm 1925 - 1 tháng 12 năm 1926
- Thiếu tá Tadashi Nanba: 1 tháng 12 năm 1926 - 1 tháng 12 năm 1927
- Thiếu tá Kurazo Furuse: 1 tháng 12 năm 1927 - 30 tháng 11 năm 1929
- Thiếu tá Bá tước Masao Ueno: 30 tháng 11 năm 1929 - 15 tháng 11 năm 1930
- Thiếu tá Sojiro Hisamune: 15 tháng 11 năm 1930 - 1 tháng 12 năm 1932 (thăng Trung tá)
- Thiếu tá Kakuro Mutaguchi: 1 tháng 12 năm 1932 - 1 tháng 11 năm 1934
- Thiếu tá Yoshiyuki Yoshida: 1 tháng 11 năm 1934 - 1 tháng 3 năm 1937
- Trung tá Takao Yoshimi: 1 tháng 3 năm 1937 - 1 tháng 6 năm 1937
- Thiếu tá Haruo Ota: 1 tháng 6 năm 1937 - 25 tháng 7 năm 1938
- Thiếu tá Gorou Yoshii: 25 tháng 7 năm 1938 - 15 tháng 11 năm 1939
- Thiếu tá Takashi Ebihara: 15 tháng 11 năm 1939 - 15 tháng 11 năm 1940
- Thiếu tá Kaneo Sasada: 15 tháng 11 năm 1940 - 20 tháng 8 năm 1941
- Thiếu tá Shizuka Kajimoto: 10 tháng 8 năm 1941 - 5 tháng 7 năm 1942
- Thiếu tá Isamu Ishido: 5 tháng 7 năm 1942 - 15 tháng 10 năm 1943
- Thiếu tá Momoji Hashiguchi: 15 tháng 10 năm 1943 - 1 tháng 3 năm 1945
- Thiếu tá Tetsuo Tsukudo: 1 tháng 3 năm 1945 - 2 tháng 9 năm 1945